# Nègres blancs d’Amérique
Nègres blancs d’Amérique (französisch für „Weiße Neger Amerikas“; in der englischen Übersetzung White Niggers of America) ist ein autobiografisches Buch des Québecer Autors Pierre Vallières, welches 1968 im Verlag Parti pris erschien. 

## Werk und Rezeption
Das Werk, verfasst während Vallières' Inhaftierung in den USA, ist Essay und Autobiografie zugleich, und zeichnet ein Porträt der Québecer Gesellschaft der 1950er und 1960er Jahre, als diese noch stark unter dem Einfluss angloamerikanischer Wirtschaftskonglomerate stand und sich nicht klar im Lichte der unterschiedlichen Machteinwirkungen selbst definieren konnte.
Nach Vallières war die frankophone Provinz Québec seinerzeit Heimat eines Volkes, das noch immer unter dem Joch der Kolonisierung stand und nur durch eine (marxistische) Revolution zu befreien sei.
Das Buch wurde zeitweise zum Hauptmanifest des sich herausbildenden Nationalbewusstseins der Bevölkerung Québecs. Nègres blancs d’Amérique verbleibt gemäß Louis Hamelin das herausragende Québecer Dokument zu den Aufwallungen jener Jahre.
Nègres blancs d’Amérique wurde mehrfach von verschiedenen Verlagshäusern neu verlegt (Parti pris, Maspéro, Typo).

## Ausgaben
- Pierre Vallières: Nègres blancs d’Amérique, Ed. Typo, 1010, rue de La Gauchetière Est, Montréal 2005
  - Übers. Monika Bosse: Québec libre. Weisse Neger in Kanada. März Verlag, Darmstadt 1969 (Geringfügig gekürzt. Aus dem Frankokanadischen)
  - Teilabdruck Die weißen Neger Amerikas, in: MÄRZ-Texte 1, ebd. 1969; wieder in: MÄRZ-Texte 1 & Trivialmythen. Area, Erftstadt 2004, ISBN 3899960297 (S. 205–210; Foto des Autors)